# Olio siccativo
Gli oli siccativi sono particolari oli che all'aria seccano formando film. Questo fenomeno è dovuto a reazioni radicaliche di polimerizzazione delle catene di acidi grassi insaturi e polinsaturi che costituiscono l'olio. Contengono miscele di trigliceridi con acidi grassi ad alto grado di insaturazione.
Sono gli oli usati nella pittura a olio e nella protezione del legno: i principali sono olio di lino, olio di cartamo, olio di tung, olio di noce, olio di papavero.
Gli oli siccativi possono essere anche il componente base per la produzione di materiali di rivestimento gommosi, come il linoleum che deve il suo nome all'olio di lino.

## Olio cotto
Spesso gli oli siccativi venivano "cotti" ovvero trattati facendoli bollire, a volte con metalli o minerali.
Col riscaldamento, l'olio siccativo subisce una polimerizzazione e un'ossidazione, diventando più denso e con un tempo di essiccazione minore. Il processo che avverrebbe a contatto con l'aria in un tempo lungo viene forzato. Al momento di usare l'olio questo avrà già compiuto una parte del processo siccativo e impiegherà un tempo minore a solidificare.
Al giorno d'oggi la maggior parte dei prodotti etichettati "Olio cotto" sono in realtà costituiti da una combinazione di olio di lino, solventi derivati dal petrolio ed essiccanti metallici. L'uso di essiccanti metallici rende questo tipo di olio inadatto per usi alimentari.
Sono disponibili alcuni prodotti che contengono esclusivamente olio cotto mediante trattamento termico senza esposizione all'ossigeno. L'olio cotto con il solo trattamento termico è più denso e secca molto lentamente. Questi oli sono di solito commercializzati con la definizione "polimerizzato" o "stand-oil", sebbene alcuni possano essere semplicemente definiti "cotti".
In farmacologia, invece, il termine "olio cotto" (Oleum coctus) indica l'estrazione a caldo di sostanze di una pianta nell'olio come p. es. Ol.coct.Chamomillae.